# Lanrigan
Lanrigan est une commune française située dans le département d'Ille-et-Vilaine, en région Bretagne. Ses habitants sont nommés Lanriganais et Lanriganaises.
En 2022, avec 144 habitants, elle est la 331e commune la plus peuplée d'Ille-et-Vilaine, soit l'antépénultième commune du département en nombre d'habitants devant La Selle-Guerchaise et Bléruais, et la 1195e de Bretagne. Sa densité est de 39,9 hab/km2.

## Géographie

### Localisation
La commune est située à une quarantaine de kilomètres au nord de Rennes et à une vingtaine de kilomètres à l'est-sud-est de Dinan. Elle est entourée par les communes de Combourg, Dingé et Saint-Léger-des-Prés.
Le bourg de la commune est traversé par la D 83.

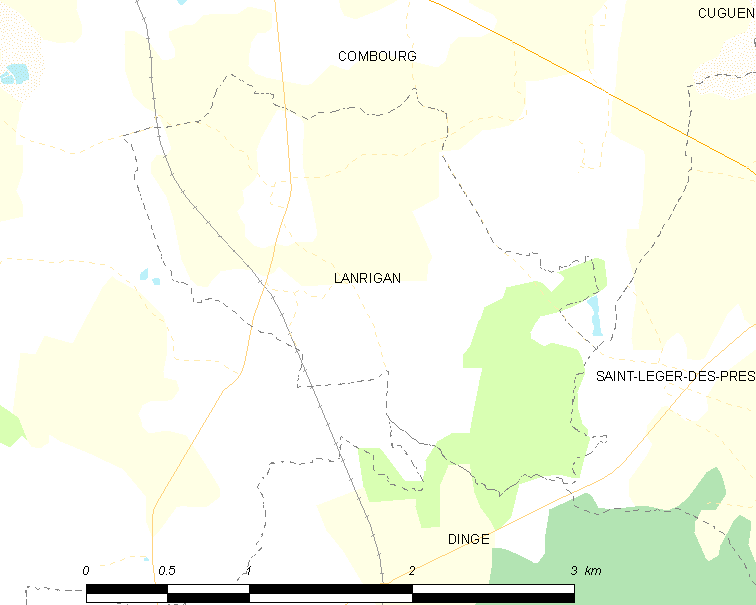
Carte de la commune.

| Combourg |          |                      |
|          | Lanrigan | Saint-Léger-des-Prés |
|          | Dingé    |                      |

### Hydrographie
Pour un article plus général, voir Réseau hydrographique d'Ille-et-Vilaine.
La commune est située dans le bassin Loire-Bretagne. Elle est drainée par l'Ille, la rigole de Landehuan,,.
L'Ille, d'une longueur de 49 km, prend sa source dans la commune de Dingé et se jette  dans la Vilaine à Rennes, après avoir traversé onze communes. 

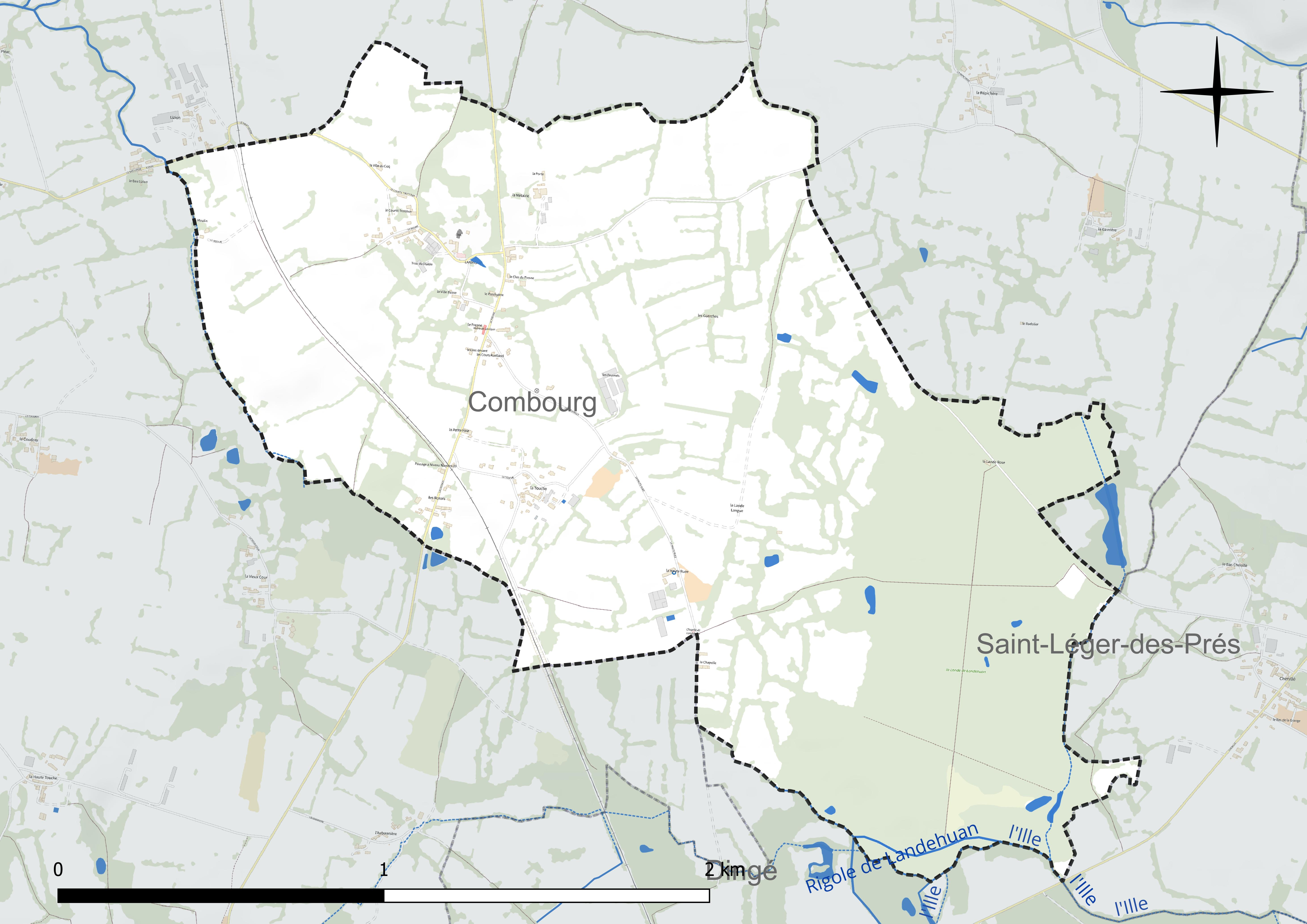
Réseau hydrographique de Lanrigan.

### Climat
Pour des articles plus généraux, voir Climat de la Bretagne et Climat d'Ille-et-Vilaine.
En 2010, le climat de la commune est de type climat océanique altéré, selon une étude du CNRS s'appuyant sur une série de données couvrant la période 1971-2000. En 2020, Météo-France publie une typologie des climats de la France métropolitaine dans laquelle la commune est exposée à un climat océanique et est dans la région climatique  Bretagne orientale et méridionale, Pays nantais, Vendée, caractérisée par une faible pluviométrie en été et une bonne insolation. Parallèlement l'observatoire de l'environnement en Bretagne publie en 2020 un zonage climatique de la région Bretagne, s'appuyant sur des données de Météo-France de 2009. La commune est, selon ce zonage, dans la zone « Intérieur Est  », avec des hivers frais, des étés chauds et des pluies modérées.  
Pour la période 1971-2000, la température annuelle moyenne est de 11,2 °C, avec une amplitude thermique annuelle de 12,5 °C. Le cumul annuel moyen de précipitations est de 796 mm, avec 12,6 jours de précipitations en janvier et 7,1 jours en juillet. Pour la période 1991-2020, la température moyenne annuelle observée sur la station météorologique la plus proche, située sur la commune de Feins à 9 km à vol d'oiseau, est de 11,9 °C et le cumul annuel moyen de précipitations est de 816,2 mm,. Pour l'avenir, les paramètres climatiques de la commune estimés pour 2050 selon différents scénarios d'émission de gaz à effet de serre sont consultables sur un site dédié publié par Météo-France en novembre 2022.

## Urbanisme

### Typologie
Au 1er janvier 2024, Lanrigan est catégorisée commune rurale à habitat dispersé, selon la nouvelle grille communale de densité à sept niveaux définie par l'Insee en 2022.
Elle est située hors unité urbaine. Par ailleurs la commune fait partie de l'aire d'attraction de Rennes, dont elle est une commune de la couronne,. Cette aire, qui regroupe 183 communes, est catégorisée dans les aires de 700 000 habitants ou plus (hors Paris),.

### Occupation des sols
L'occupation des sols de la commune, telle qu'elle ressort de la base de données européenne d'occupation biophysique des sols Corine Land Cover (CLC), est marquée par l'importance des territoires agricoles (80,6 % en 2018), une proportion identique à celle de 1990 (80,6 %). La répartition détaillée en 2018 est la suivante : 
terres arables (35,9 %), zones agricoles hétérogènes (24,4 %), prairies (20,3 %), forêts (19,4 %). L'évolution de l'occupation des sols de la commune et de ses infrastructures peut être observée sur les différentes représentations cartographiques du territoire : la carte de Cassini (XVIIIe siècle), la carte d'état-major (1820-1866) et les cartes ou photos aériennes de l'IGN pour la période actuelle (1950 à aujourd'hui).

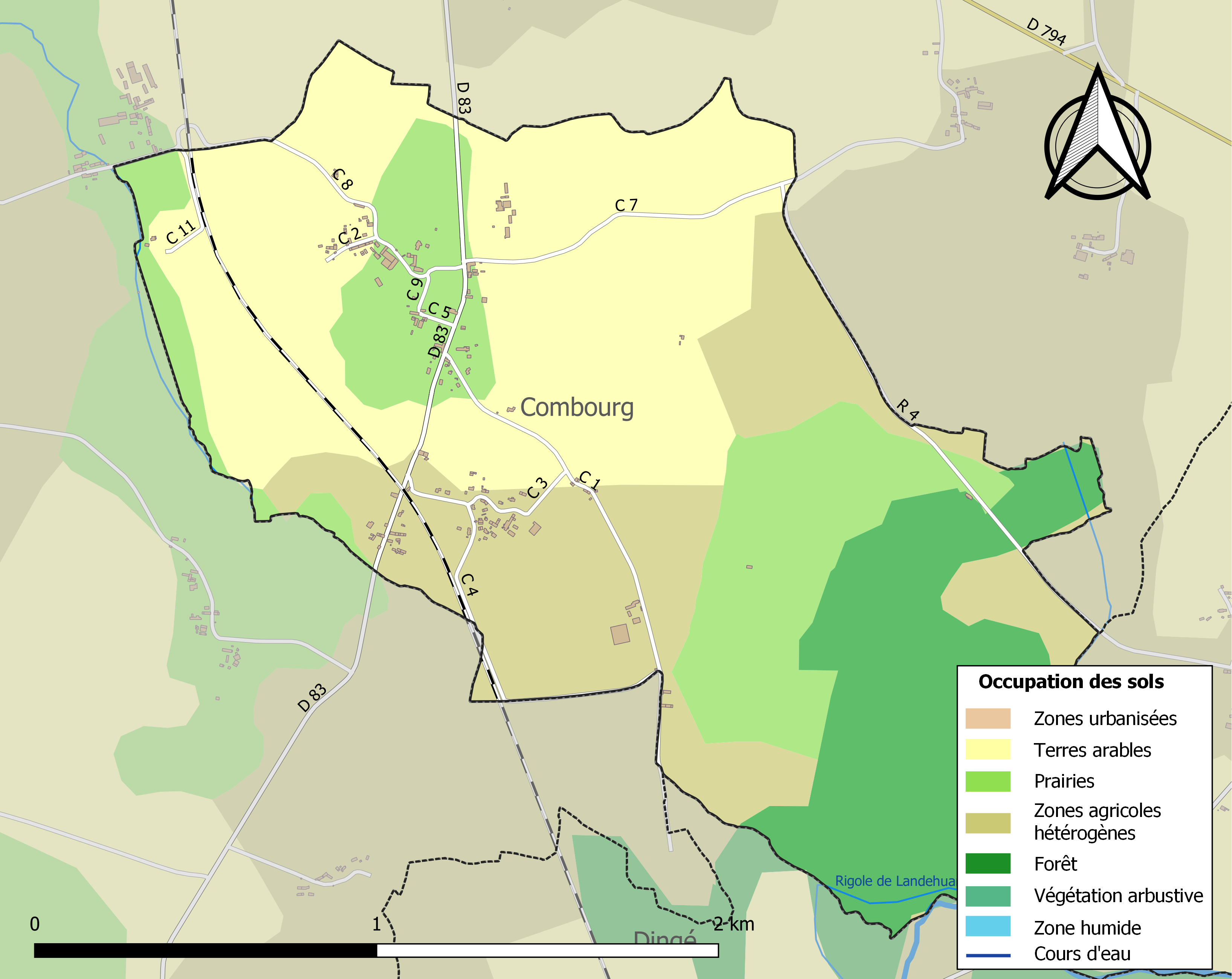
Carte des infrastructures et de l'occupation des sols de la commune en 2018 (CLC).

## Toponymie

### Lanrigan
Le nom de la localité est attesté sous les formes Lanno Rigano au XIe siècle, Lanrigant en 1111, Sanrigan en 1116, Lanrigan au XIIe siècle.
En breton, le nom de la commune reste Lanrigan.
Lanrigan est un toponyme issu de l'ancien breton lann « église » (breton moderne « lande (lande d'ermite, lieu consacré du village) », « ajonc »). Le second élément -rigan représente le nom d'un saint breton *Rican, non attesté (selon Joseph Loth).
Remarque : le mot brittonique lann s'est souvent confondu avec le mot lande d'origine gauloise et de sens proche. Le lieu-dit écrit Land'huan, Landehuan est un ancien Landuhan, c'est-à-dire une mécoupe du breton *Lann-duhan, le second élément étant peut-être un anthroponyme breton en Tud-.

### Lieux-dits
Du nord au sud, plusieurs lieux-dits sont répartis sur le territoire de la commune :
- la Métairie
- le Fresne
- les Guerches
- la petite Haie
- les Rosais
- la Touche
- la Lande Longue
- la Lande rose
- la Haute Ruée
- Chapelle de Landehuan
- la Lande de Landehuan

## Histoire
La première mention de la paroisse de Lanrigan date de 1070. Elle dépendait auparavant de celle de Combourg.

## Politique et administration

### Rattachements administratifs et électoraux
Lanrigan appartient à l'arrondissement de Saint-Malo depuis 2017 et au canton de Combourg depuis le redécoupage cantonal de 2014. Avant cette date, elle faisait partie du canton de Hédé.
Pour l'élection des députés, la commune fait partie depuis 1986 de la deuxième circonscription d'Ille-et-Vilaine, représentée depuis juillet 2024 par Tristan Lahais (G·s-NFP). Auparavant, elle a successivement appartenu à la circonscription de Rennes (Second Empire), la 2e circonscription de Rennes (1876-1919), la 1re circonscription de Rennes (1928-1940) et la 1re circonscription (1958-1986).

### Intercommunalité
Depuis le 6 décembre 1995, Lanrigan appartient à la communauté de communes Bretagne Romantique.

### Administration municipale
Le nombre d'habitants au dernier recensement étant compris entre 100 et 499, le nombre de membres du conseil municipal est de 11.

### Liste des maires
| Période                                  | Période          | Identité                        | Étiquette | Qualité                                                            |
| ---------------------------------------- | ---------------- | ------------------------------- | --------- | ------------------------------------------------------------------ |
| décembre 1919                            | ?                | Edmond Hamon de Kervers         |           | Propriétaire                                                       |
| Maire en 1932                            | ?                | Gaston Lelièvre de la Morinière |           | Exploitant agricole                                                |
| Maire en 1950                            | après 1961       | Pierre Chevalier                |           | Cultivateur et commerçant                                          |
| Les données manquantes sont à compléter. |                  |                                 |           |                                                                    |
| av. 1971                                 | 1973 (démission) | M. Robin                        |           |                                                                    |
| 1973                                     | mars 1977        | Jean-Baptiste Lebret            |           | Agriculteur retraité Adjoint au maire (1969 → 1973)                |
| mars 1977                                | mars 2001        | André Leray                     |           | Agriculteur retraité, maire honoraire                              |
| mars 2001                                | 23 mai 2020      | Jean Harel                      | SE        | Technicien territorial                                             |
| 23 mai 2020                              | En cours         | Sébastien Delabroise            | SE        | Infirmier 4e vice-président de la CC Bretagne Romantique (2021 → ) |
| Les données manquantes sont à compléter. |                  |                                 |           |                                                                    |

## Démographie
L'évolution du nombre d'habitants est connue à travers les recensements de la population effectués dans la commune depuis 1793. Pour les communes de moins de 10 000 habitants, une enquête de recensement portant sur toute la population est réalisée tous les cinq ans, les populations de référence des années intermédiaires étant quant à elles estimées par interpolation ou extrapolation. Pour la commune, le premier recensement exhaustif entrant dans le cadre du nouveau dispositif a été réalisé en 2007.
En 2022, la commune comptait 144 habitants, en évolution de −4,64 % par rapport à 2016 (Ille-et-Vilaine : +5,46 %, France hors Mayotte : +2,11 %).
| 1793 | 1800 | 1806 | 1821 | 1831 | 1836 | 1841 | 1846 | 1851 |
| ---- | ---- | ---- | ---- | ---- | ---- | ---- | ---- | ---- |
| 160  | 167  | 205  | 196  | 206  | 207  | 204  | 175  | 174  |

| 1856 | 1861 | 1866 | 1872 | 1876 | 1881 | 1886 | 1891 | 1896 |
| ---- | ---- | ---- | ---- | ---- | ---- | ---- | ---- | ---- |
| 187  | 213  | 204  | 206  | 232  | 248  | 254  | 218  | 229  |

| 1901 | 1906 | 1911 | 1921 | 1926 | 1931 | 1936 | 1946 | 1954 |
| ---- | ---- | ---- | ---- | ---- | ---- | ---- | ---- | ---- |
| 223  | 228  | 223  | 178  | 160  | 161  | 177  | 178  | 147  |

| 1962 | 1968 | 1975 | 1982 | 1990 | 1999 | 2006 | 2007 | 2012 |
| ---- | ---- | ---- | ---- | ---- | ---- | ---- | ---- | ---- |
| 123  | 132  | 128  | 107  | 104  | 108  | 119  | 120  | 148  |

| 2017 | 2022 | - | - | - | - | - | - | - |
| ---- | ---- | - | - | - | - | - | - | - |
| 152  | 144  | - | - | - | - | - | - | - |

## Lieux et monuments
La commune compte un seul monument historique protégé :

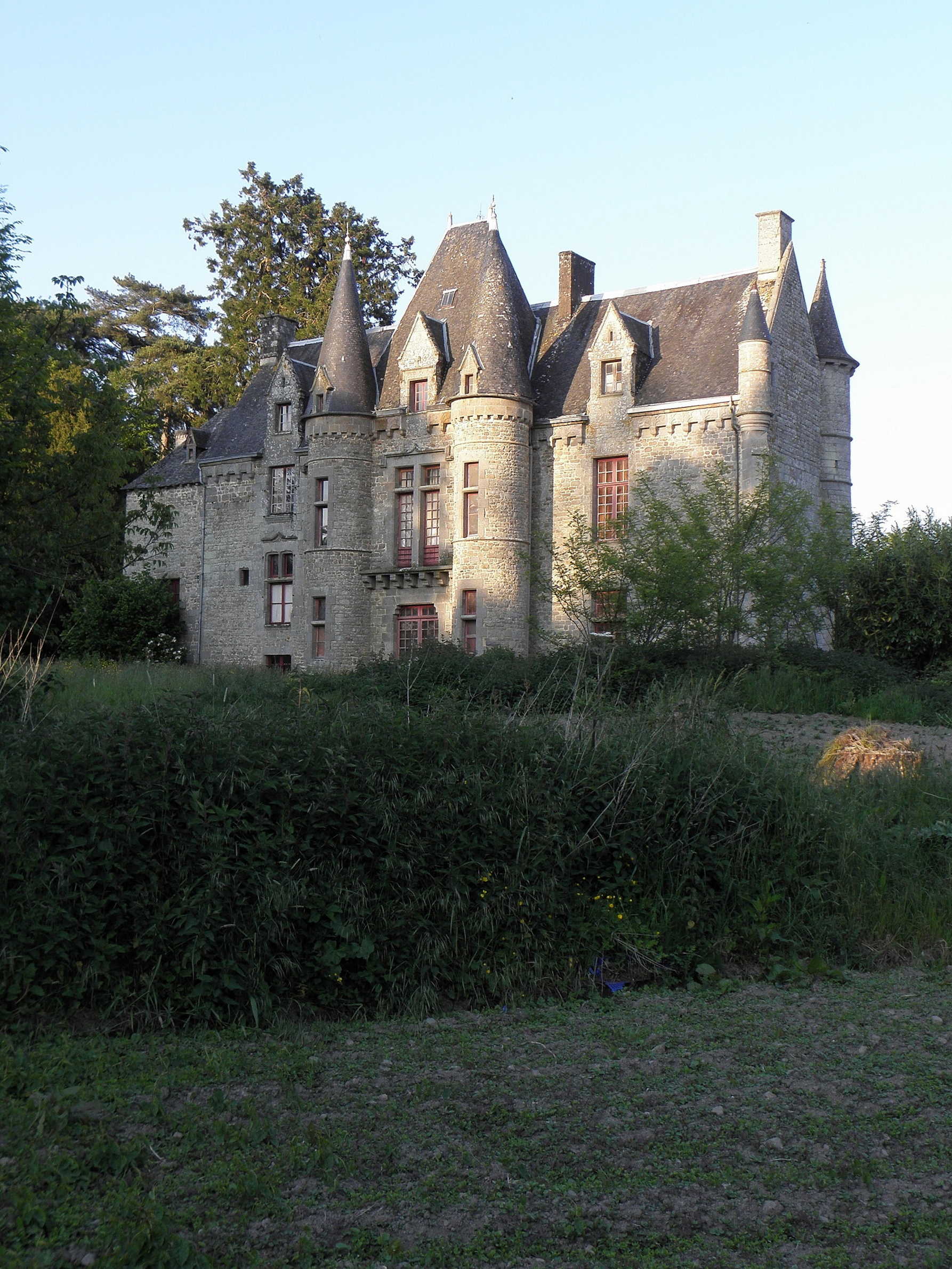
Château de Lanrigan.

- La motte féodale[28] du château de Lanrigan est liée à la famille des seigneurs de Lanrigan, branche issues des seigneurs de Combourg. Ils possédaient des droits sur les églises de Cuguen (où les descendants de Hamon fils de Main s'installèrent, cf. Cuguen)

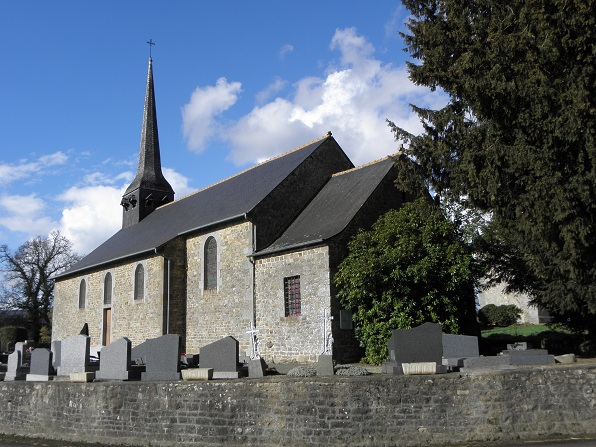
Église Saint-Martin.
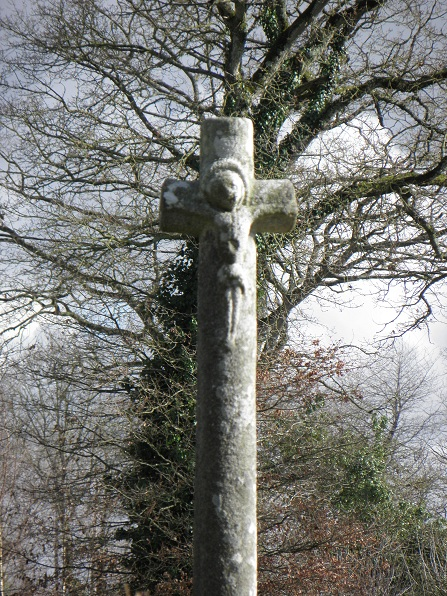
Croix des Innocents ou du Vivier.

## Personnalités liées à la commune
L'ancienne noblesse de Lanrigan descend de Jehan de Langan et de son frère Geoffroy, un homme d'armes.